# Annie Jay
Pour les articles homonymes, voir Jay.
Œuvres principales
- Les Roses de Trianon
- Complots à Versailles
- L'Esclave de Pompéi
- Élisabeth, princesse à Versailles
- La Dame aux élixirs
- "Jean petit marmiton"

Annie Jay, née le 19 juillet 1957, est une autrice française de romans historiques. Dans ses ouvrages, elle met en scène personnages réels et fictifs, et privilégie les intrigues à rebondissements mêlant affaires policières, aventures et amour.
Autodidacte passionnée de lecture et d'histoire, sa vocation est née d’un pari de rédiger une histoire.

## Biographie
Annie Jay a grandi en banlieue parisienne et lit énormément depuis l'âge de 10 ans. C'est seulement à l'adolescence qu'elle commence à apprécier l'histoire, surtout grâce aux grands romanciers du XIXe siècle comme Théophile Gautier, Alexandre Dumas ou encore Paul Féval.
Après avoir travaillé au ministère de l'Agriculture, elle vit maintenant de sa plume à côté de Toulouse.
En 1993, elle écrit son premier roman, Complots à Versailles, qui rencontre immédiatement le succès. Trois de ses romans sont recommandés par l'Éducation Nationale. Annie Jay est l'auteure d'une vingtaine de romans, tous historiques, pour lesquels elle a reçu de nombreux prix.

## Œuvres

### SérieComplots à Versailles
1. Complot à Versailles, Hachette Jeunesse, 1993
2. La Dame aux élixirs, Hachette Jeunesse, 2010
3. L'Aiguille empoisonnée, Hachette Jeunesse, 2011
4. Le Trésor des Rovigny, Hachette Jeunesse, 2017

- À la poursuite d'Olympe[N 1], Hachette Jeunesse, 1995

Les romans dépeignent les aventures de deux amies, en 1682, Cécile et Pauline, qui vont devoir déjouer mille intrigues et complots à la Cour du Roi Soleil.
Les quatre tomes de la série principale ont fait l'objet d'une adaptation en bande dessinée par Carbone (scénario), Giula Adragna (dessin) et Francesca Piscitelli (couleurs). De nouveaux tomes, reprenant les personnages et l'univers créé par Annie Jay, mais avec un scénario inédit, sont publiés dès 2022.

### SériePompéi
1. L'Esclave de Pompéi, Hachette Jeunesse, 2004
2. La Fiancée de Pompéi, Le Livre de Poche Jeunesse, 2013

Les deux livres ne sont pas la suite l'un de l'autre mais se passent au même moment, c'est-à-dire au moment de l'éruption du Vésuve.

### SérieLes Roses de Trianon
1. Roselys, justicière de l'ombre, Bayard Jeunesse, 2014
2. Roselys au service de la reine, Bayard Jeunesse, 2014
3. Roselys et le Maître des esprits, Bayard Jeunesse, 2015
4. Coup de théâtre à Trianon, Bayard Jeunesse, 2015
5. Le Médaillon d'argent, Bayard Jeunesse, 2016
6. Les Noces, Bayard Jeunesse, 2017

Les six romans forment un tout. L'action se déroule en 1780. Il y a un lointain lien de parenté entre Roselys, l'héroïne de la série, et Olympe (l'héroïne, cent ans plus tôt d'À la poursuite d'Olympe).

### SérieAu nom du roi...
1. Au nom du roi..., Hachette Jeunesse, 2006
2. La Vengeance de Marie, Hachette Jeunesse, 2008

Romans policiers qui se suivent. L'action se déroule en 1671 à Paris.

### SérieAdélaïde, princesse espiègle
1. Une petite fiancée à Versailles, Éveil et Découvertes, 2010, réédition Livre de poche jeunesse 2018
2. Mariage à Versailles, Livre de poche jeunesse, 2018
3. Premiers pas à la cour, Livre de poche jeunesse, 2018

L'action se situe en 1690 à Versailles.

### SérieÉlisabeth, princesse à Versailles
1. Le Secret de l'automate, Albin Michel jeunesse, 2015
2. Le Cadeau de la reine, Albin Michel jeunesse, 2015
3. La Dame à la rose, Albin Michel jeunesse, 2016
4. Bal à la Cour, Albin Michel jeunesse, 2016
5. Le Traîneau doré, Albin Michel jeunesse, 2016
6. Un cheval pour Élisabeth, Albin Michel jeunesse, 2017
7. La Couronne de Charlemagne, Albin Michel jeunesse, 2017
8. La Lanterne magique, Albin Michel jeunesse, 2017
9. Une lettre mystérieuse, Albin Michel jeunesse, 2018
10. Le Courrier du roi, Albin Michel jeunesse, 2018
11. Le Secret de Bertille, Albin Michel jeunesse, 2018
12. Mystère au Louvre, Albin Michel jeunesse, 2019
13. Jeux équestres au château, Albin Michel jeunesse, 2019
14. L'Enfant trouvé, Albin Michel jeunesse, 2019
15. Disparition dans les jardins, Albin Michel jeunesse, 2020
16. Le Rubis disparu, Albin Michel jeunesse, 2020
17. La Boîte à secret, Albin Michel jeunesse, 2020
18. Le Fantôme de l'Opéra, Albin Michel jeunesse, 2021
19. La Chouette d'Athéna, Albin Michel jeunesse, 2021
20. L'Imposteur de Fontainebleau, Albin Michel jeunesse, 2021
21. Un bébé tombé du ciel, Albin Michel jeunesse, 2022
22. Une dangereuse promesse, Albin Michel jeunesse, 2022
23. Un don extraordinaire, Albin Michel jeunesse, 2022
24. Piège dans les glacières, Albin Michel jeunesse, 2023
25. Le Billet gagnant, Albin Michel jeunesse, 2023
26. La Toque d'or, Albin Michel jeunesse, 2023
27. L'Inconnue du carnaval, Albin Michel jeunesse, 2024
28. Le Trésor de Colin, Albin Michel jeunesse, 2024
29. Le Rêve de Lottie, Albin Michel jeunesse, 2024
30. Une espionne à la Cour, Albin Michel jeunesse, 2025
31. La Cérémonie royale, Albin Michel jeunesse, 2025
32. Les Souterrains des rois, Albin Michel jeunesse, 2025

L'héroïne de cette série est la jeune Élisabeth, la plus jeune sœur du roi Louis XVI.

### SérieJean, petit marmiton
1. Une surprise pour le duc !, Albin Michel jeunesse, 2017
2. Le Concours de la reine, Albin Michel jeunesse, 2017
3. Du chocolat pour Zoé, Albin Michel jeunesse, 2017
4. Vive les crêpes !, Albin Michel jeunesse, 2018
5. La Fête en rose et bleu, Albin Michel jeunesse, 2018
6. Le pique-nique du roi, Albin Michel jeunesse, 2018
7. La galette des rois, Albin Michel jeunesse, 2019
8. Un dessert de Grand-mère, Albin Michel jeunesse, 2019

Le héros de la série est le tout jeune Jean, apprenti marmiton en 1755. Il apparaîtra adulte dans la série Élisabeth, princesse à Versailles.

### SérieArno, le valet de Nostradamus
1. La prophétie, Albin Michel jeunesse, 2020
2. La cour des miracles, Albin Michel jeunesse, 2020
3. La Fiole d'or, Albin Michel jeunesse, 2020
4. Le Prisonnier du Châtelet, Albin Michel jeunesse, 2020
5. La Tour mystérieuse, Albin Michel jeunesse, 2021
6. Les Reliques maudites, Albin Michel jeunesse, 2021
7. Un secret bien gardé, Albin Michel jeunesse, 2021
8. Au service du Dauphin, Albin Michel jeunesse, 2022
9. La dernière Prophétie, Albin Michel jeunesse, 2022

Le héros est le jeune Arno, qui va devenir, en 1755, le valet du fameux Nostradamus qui va l'aider à retrouver ses racines.

### Autres romans
- Le Trône de Cléopâtre, Hachette Jeunesse, 1996Le roman utilise le principe de la machine à remonter dans le temps pour faire voyager une adolescente à l'époque de Cléopâtre.
- Fantôme en héritage, Hachette Jeunesse, 1997Unique roman d'Annie Jay qui n'a pas de caractère historique.
- À la cour du Roi Soleil, Milan, 2002Court roman pour enfants permettant de découvrir les fastes de Versailles.
- L'Inconnu de la Bastille, Le Livre de Poche Jeunesse, 2008Écrit avec Micheline Jeanjean. Le roman se déroule pendant la Révolution française.
- La Demoiselle des Lumières, fille de Voltaire, Le Livre de Poche Jeunesse, 2012Adoption de Marie-Françoise Corneille par Voltaire et Affaire Calas.
- Le Comédien de Molière, Le Livre de Poche Jeunesse, 2015Réédité en 2016 sous le titre Le Fils de Molière, le roman retrace la vie de Michel Baron.